# Ruhhurihuraa
Pour les articles homonymes, voir Dhiggiri.
Ruhhurihuraa est une petite île inhabitée des Maldives. Son nom signifie « île où il y a des cocotiers ».

## Géographie
Ruhhurihuraa est située dans le centre des Maldives, au Sud de l'atoll Felidhu, dans la subdivision de Vaavu. 